# Test Drive III: The Passion
Test Drive III: The Passion es un juego de carreras lanzado en 1990, distribuido y desarrollado por Accolade. Fue la tercera entrega de la saga de videojuegos de Test Drive.

## Jugabilidad
El juego fue radicalmente distinto a los Test Drive ya conocidos, dejando de lado los gráficos Sprite y adoptando en su lugar gráficos 3D. A diferencia de las versiones anteriores, este juego estuvo disponible solo para DOS.
Test Drive III tiene el concepto de paisaje libre. El jugador no está limitado a conducir en una pista predefinida, pudiendo ir donde quieran, por ejemplo: manejar fuera de la pista e ir por el pasto, colinas, granjas, etc. El jugador también debe tener atención a la velocidad cuando la policía esta a la vista, de lo contrario puede ser capturado y multado.
El juego incluye una radio, limpia parabrisas y luces altas. Incluye tres vehículos, el Lamborghini Diablo, Ferrari Mythos Pininfarina Concept, y el Chevrolet Corvette CERV III Concept.
Está disponible una expansión llamada "Road and Car", la cual incluye la pista Cape Cod to Niagara y los vehículos Acura NSX and Dodge Stealth R/T Turbo.